# Melanopa
Genre
Melanopa est un genre d'opilions eupnois de la famille des Sclerosomatidae.

## Distribution
Les espèces de ce genre se rencontrent en Asie du Sud-Est, en Asie du Sud et en Asie de l'Est.

## Liste des espèces
Selon World Catalogue of Opiliones (11/05/2021) :
- Melanopa asperula Roewer, 1955
- Melanopa atrata (Stoliczka, 1869)
- Melanopa cinctipes Banks, 1930
- Melanopa diluta Roewer, 1929
- Melanopa fragilis (With, 1903)
- Melanopa guttata (Karsch, 1881)
- Melanopa hansenii (With, 1903)
- Melanopa hirta (With, 1903)
- Melanopa impressata Roewer, 1955
- Melanopa laciniipes Roewer, 1955
- Melanopa maculipes Banks, 1930
- Melanopa matherania Roewer, 1915
- Melanopa nigra Roewer, 1955
- Melanopa nigripes Banks, 1930
- Melanopa ovata Suzuki & Sato, 1938
- Melanopa peguana Roewer, 1955
- Melanopa plebeja Thorell, 1889
- Melanopa rugosa Roewer, 1955
- Melanopa satoi Roewer, 1955
- Melanopa scabra Roewer, 1912
- Melanopa similaris Roewer, 1955
- Melanopa sumatrana Suzuki, 1982
- Melanopa thienemanni Roewer, 1931
- Melanopa transversalis Roewer, 1912
- Melanopa tristis Thorell, 1889
- Melanopa trochanteralis Roewer, 1955
- Melanopa unicolor Roewer, 1912
- Melanopa varians (With, 1903)
- Melanopa vittata Roewer, 1910
- Melanopa yuennanensis Roewer, 1910

## Publication originale
- Thorell, 1889 : « Aracnidi Artrogastri Birmani raccolti da L. Fea nel 1885-1887. » Annali del Museo Civico di Storia Naturale di Genova, sér. 2, vol. 7, p. 521-729 (texte intégral).